# Aston Martin AMR24
Aston Martin AMR24 —  болід Формули-1, розроблений і виготовлений Астон Мартін для участі в чемпіонаті Формули-1 2024. Це четвертий болід Формули-1 команди Астон Мартін, після того як компанія повернулася в чемпіонат в 2021 році. Пілотами стали Ленс Стролл та дворазовий чемпіон Формули-1 Фернандо Алонсо, а обов’язки резервних пілотів взяли на себе Феліпе Друговіч та Стоффель Вандорн.

## Історія
AMR24 був представлений 12 лютого 2024 року. Болід отримав ліврею, багато в чому подібну до AMR22 і AMR23, хоча титульний спонсор Aramco збільшив свою присутність на автомобілі, розмістивши свою назву уздовж бічних понтонів, а також переднього та заднього крил. На боліді збільшилась площа непофарбованого вуглецевого волокна, можливо, для економії ваги, подібно до болідів інших команд 2024 року.

## Результати
| Рік      | Команда                     | Двигун                                     | Шини | Гонщик          | Гран-прі | Гран-прі | Гран-прі | Гран-прі | Гран-прі | Гран-прі | Гран-прі | Гран-прі | Гран-прі | Гран-прі | Гран-прі | Гран-прі | Гран-прі | Гран-прі | Гран-прі | Гран-прі | Гран-прі | Гран-прі | Гран-прі | Гран-прі | Гран-прі | Гран-прі | Гран-прі | Гран-прі | Очки | Місце |
| Рік      | Команда                     | Двигун                                     | Шини | Гонщик          | БАХ      | САУ      | АВС      | ЯПО      | КИТ      | МАЯ      | ЕМІ      | МОН      | КАН      | ІСП      | АВТ      | ВЕЛ      | УГО      | БЕЛ      | НІД      | ІТА      | АЗЕ      | СІН      | США      | МЕХ      | САП      | ЛВГ      | КАТ      | АБУ      | Очки | Місце |
| -------- | --------------------------- | ------------------------------------------ | ---- | --------------- | -------- | -------- | -------- | -------- | -------- | -------- | -------- | -------- | -------- | -------- | -------- | -------- | -------- | -------- | -------- | -------- | -------- | -------- | -------- | -------- | -------- | -------- | -------- | -------- | ---- | ----- |
| 2024     | Aston Martin Aramco F1 Team | Mercedes-AMG F1 M15 E Performance 1.6 V6 t | P    | Фернандо Алонсо | 9        | 5        | 8        | 6        | 7        | 9        | 19       | 11       | 6        | 12       | 18       | 8        | 11       | 8        | 10       | 11       | 6        | 8        | 13       | Схід     | 14       | 11       | 7        | 9        | 94   | 5     |
| 2024     | Aston Martin Aramco F1 Team | Mercedes-AMG F1 M15 E Performance 1.6 V6 t | P    | Ленс Стролл     | 10       | Схід     | 6        | 12       | 15       | 17       | 9        | 14       | 7        | 14       | 13       | 7        | 10       | 11       | 13       | 19       | 19†      | 14       | 15       | 11       | НС       | 15       | Схід     | 14       | 94   | 5     |
| Джерело: |                             |                                            |      |                 |          |          |          |          |          |          |          |          |          |          |          |          |          |          |          |          |          |          |          |          |          |          |          |          |      |       |